# Mishkat al-Masabih
Le Mishkat al-Masabih (en arabe : مشكاة المصابيح ) est une version étendue du Masabih al-Sunna d'Al-Baghawi par Muḥammad ibn ʻAbd Allāh al-Khatib al-Tabrizi, érudit arabo-musulman mort en 1340-1341, afin de rendre le texte du Masabih al-Sunna plus accessible à ceux qui n'ont pas une connaissance avancée de la hadithologie.

## Description du livre
L’œuvre contient entre 4434 et 5945 hadiths, et est divisée en 29 livres ; elle est considérée par les érudits sunnites comme une source importante. Al-Tabrizi a ajouté 1511 hadiths à ceux contenus dans le Masabih al-Sunnah. Al-Baghawi a classé de nombreux hadiths comme authentiques, mais al-Tibrizi a parfois divergé sur leur degré d'authenticité, et en a reclassé plusieurs, avec une explication de son choix pour l'avoir fait. Il a ajouté une troisième section au Masabih al-Sunna, qui était déjà divisée en deux par Al-Baghawi : ce dernier ne mentionnait pas l'isnad des hadiths qu'il a recueillis, al-Tabrizi y mentionne la source du le hadith, ce qui rend le texte plus fiable.

## Commentaires et publications
De nombreux commentaires du livre ont été écrits et publiés dans le monde entier.
- Le commentaire de Husayn ibn `Abd Allah ibn Muhammad al-Tibi ;
- Mirqat al Mafatih Sharh Mishkat al-masabih'  est un ouvrage en plusieurs volumes, rédigé par l'érudit islamique du XVIIe siècle Ali al-Qari ;
- Mirat ul Manajih Sharh Mishkat al-Masabih, est une explication en ourdou rédigée par 'Hakim al-Ommât Mufti Ahmad Yaar Khan Naeemi'.

19 livres divers sur l'explication de Mishkat Al-Masabih sont disponibles en anglais, ourdou, arabe et Bangla à la bibliothèque islamique australienne
- Mishkat-Ul-Masabih, publié : Kitab Bhavan (1994)[3]
- Midrajul Fawatih Sharh Miskhat al-Masabih en Bahasa Malaysia, rédigé par Maulana Hasnul Hizam Hamzah

## Voir également
- Liste des livres sunnites
- Kutub al-Sittah
- Sahih Muslim
- Sunan Abi Dawud
- Jami 'at-Tirmidhi
- Soit: Sunan ibn Majah, Muwatta Malik